# Noordenveld (waterschap)
Noordenveld is de naam van het voormalige waterschap in het noorden van Drenthe, dat grotendeels overeenkomt met het dingspel Noordenveld. In de loop der tijd zijn er ook gebieden in Groningen aan het beheergebied toegevoegd.
Het waterschap was ontstaan uit de waterschappen Leutingewolde (1866-1967), Waterschap De Zuidermaden (1914-1967), Waterschap De Weehorst (1917-1967), Waterschap De Peizer- en Eeldermaden (1928-1984) en Waterschap Matsloot-Roderwolde (1933-1984). Bij de oprichting was het waterschap zo'n 28.245 hectare groot.
Het was gevestigd in Roden. De belangrijkste afvoer van het gebied is het Peizerdiep.
Waterstaatkundig gezien ligt het gebied sinds 1995 binnen dat van het waterschap Noorderzijlvest.